# Centrum danych

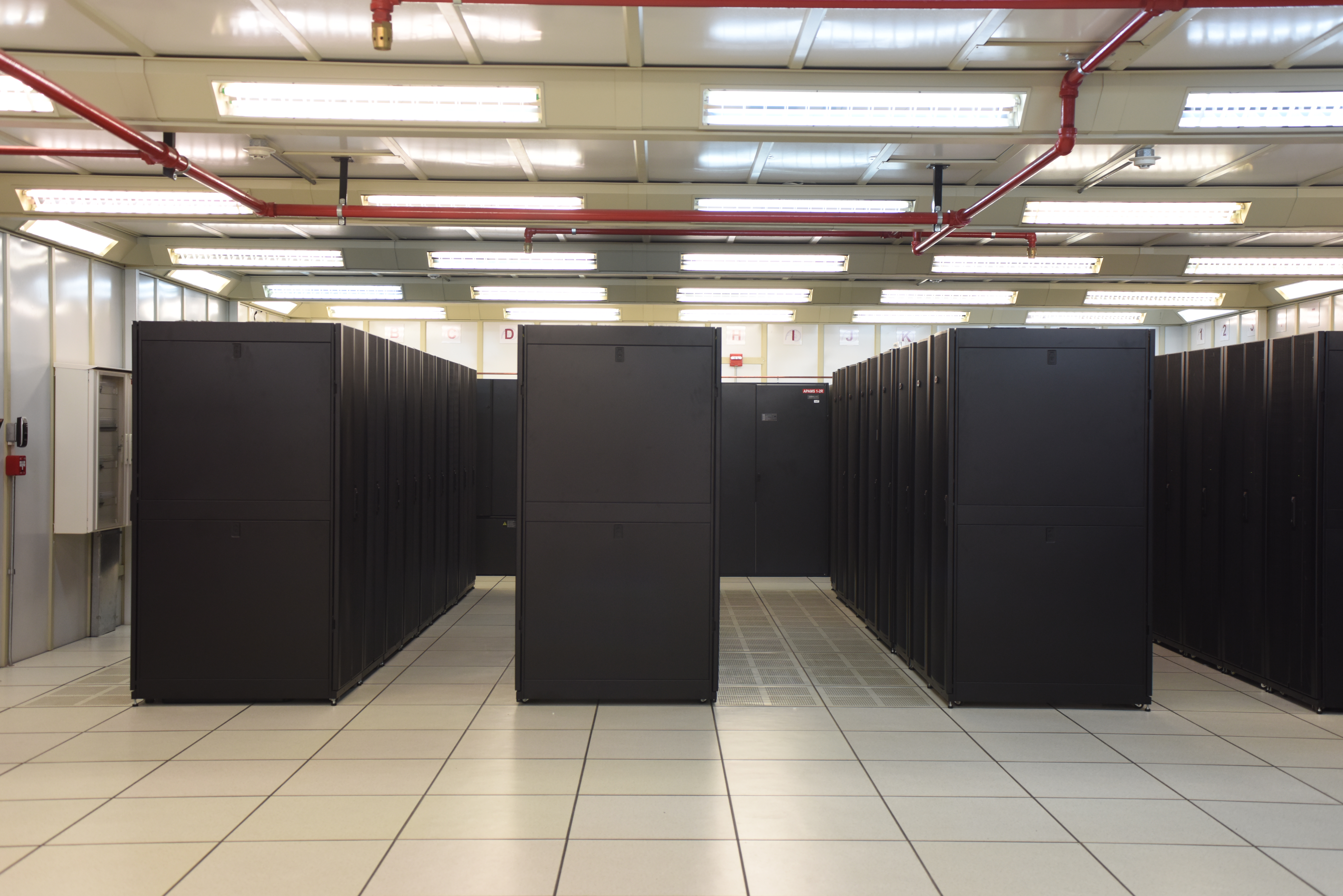
Centrum danych ARSAT

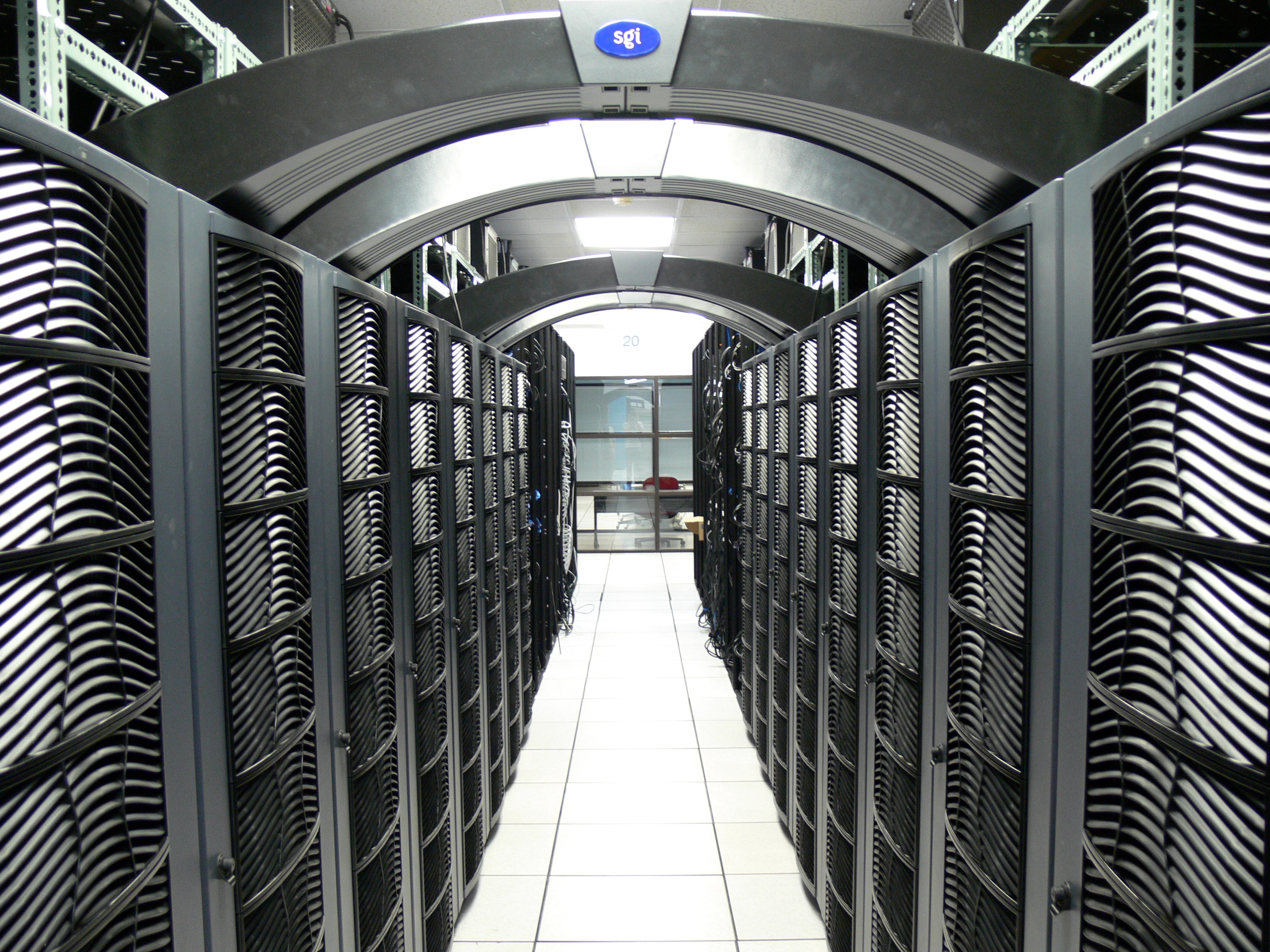
Centrum danych Virginia Tech

Centrum danych (ang. data center) – budynek, pomieszczenie w budynku lub grupa budynków przeznaczona do przechowywania działającej infrastruktury informatycznej: serwerów, urządzeń przechowywania danych (na przykład Storage Area Network), infrastruktury sieciowej oraz dystrybucji cyfrowych danych.
Amerykańskie przedsiębiorstwo informatyczne Google używa aż 20 dedykowanych centrów danych rozmieszczonych na całym świecie dla 2,5 miliona serwerów.
Centra danych zawierają infrastrukturę techniczną, mechanizmy i procedury zwiększające bezpieczeństwo oraz zapewniające ciągłość działania serwerów, takie jak:
- redundancja serwerów, elementów sieciowych i dysków,
- systemy wentylacji i chłodzenia,
- zasilanie awaryjne,
- redundancja połączeń sieciowych do wielu dostawców,
- redundancja linii elektroenergetycznych,
- zabezpieczenia przeciwpożarowe,
- kontrolę wstępu.